# Duke Jordan
Irving Sidney « Duke » Jordan, né à New York le 1er avril 1922 et mort le 8 août 2006 à Valby (Copenhague), est un pianiste et compositeur de jazz bebop américain. 

## Biographie

### Jeunesse et formation
Irving Sydney Jordan est né à New York en 1922 et commence des études de piano dès l'âge de huit ans. Après avoir fini ses études secondaires auprès de l'Automotive High School de Brooklyn, en 1939, il joue  au sein d'une formation de jeunes musiciens amateurs, le septet de Steve Pulliam. Ce combo remporte un prix lors d'un concours d'amateurs, attirant  l'attention du producteur John Hammond. 
En 1941, il joue dans les clubs de jazz de Harlem, influencé par les styles pianistiques d'Art Tatum et de Teddy Wilson, il y assiste à la naissance du style bebop avec les venues sur la scène du jazz de nouveaux pianistes comme Bud Powell et Thelonious Monk. Il a l'occasion d'écouter Charlie Parker et Dizzy Gillespie qui se produisent au  Minton's Playhouse et au Clark Monroe's Uptown House (en).

### Carrière
Il rejoint le quintet de Charlie Parker (quintet dont faisait également partie Miles Davis, Tommy Potter et Max Roach) qui se produit à l'Onyx Club et au Three Deuces, deux clubs de jazz (disparus de nos jours) situés sur la 52nd Street (Manhattan). Duke Jordan participe aux  sessions d'enregistrement de ce quintet en 1947-1948, puis au quartet de Charlie Parker en 1952.
En 1946, il travaille avec Coleman Hawkins, les Savoy Sultans (en) et au sein du big band de Roy Eldrige.
À partir des années 1950 il mène une double carrière en tant que sideman accompagnant des musiciens comme Gene Ammons, Eddie Bert, Julius Watkins, Sonny Stitt, Stan Getz et bien d'autres.
Il a composé une partie de la musique du film Les liaisons dangereuses de Roger Vadim (1959). Son thème Jordu est un standard de jazz.
En 1967 il interrompt sa carrière pour désintoxication, et travaille comme chauffeur de taxi. En 1972 il revient à la musique et entreprend en 1973 l'enregistrement d'une série d'une trentaine d'albums pour le compte du label Steeplechase Records au Danemark (il se fixe alors à Copenhague en 1978), jusqu'au milieu des années 1980.

### Vie privée
En 1953, Duke Jordan épouse la chanteuse de jazz Sheila Jordan ; ils donnent naissance à une fille Traci puis divorcent en 1962,,.
Duke Jordan meurt à l'âge de 84 ans, le 6 août 2006, à Copenhague, où il résidait depuis les années 1970. Il y repose au cimetière Vestre.

## Discographie

### En tant que leader
- 1949 : Jordu (Prestige)
- 1955 : Do It Yourself Jazz Vol. 1 (Signal)
- 1955 : Duke Jordan Trio and Quintet (Signal)
- 1960 : Flight to Jordan (Blue Note)
- 1962 : Les Liaisons Dangereuses (Charlie Parker)
- 1962 : East and West of Jazz (Charlie Parker) avec Sadik Hakim
- 1973 : Brooklyn Brothers (Muse) avec Cecil Payne
- 1973 : The Murray Hill Caper (Spotlite)
- 1973 : Flight to Denmark (SteepleChase, [1974]) avec Mats Vinding et Ed Thigpen
- 1973 : Two Loves (SteepleChase, [1975])
- 1975 : Truth (SteepleChase, [1983])
- 1975 : Misty Thursday (SteepleChase, [1976])
- 1975 : Duke's Delight (SteepleChase, [1976])
- 1975 : Lover Man (SteepleChase, [1979])
- 1976 : Live in Japan (SteepleChase, [1977])
- 1976 : Osaka Concert Vol. 1 (SteepleChase, [1994])
- 1976 : Osaka Concert Vol. 2 (SteepleChase, [1994])
- 1976 : Flight to Japan (SteepleChase, [1994])
- 1976 : Flight to Norway (SteepleChase, [2003])
- 1978 : Duke's Artistry (SteepleChase)
- 1978 : The Great Session (SteepleChase, 1981])
- 1978 : Tivoli One (SteepleChase, [1985])
- 1978 : Tivoli Two (SteepleChase, [1985])
- 1978 : Wait and See (SteepleChase)
- 1979 : Solo Masterpieces Vol. 1 (SteepleChase)
- 1979 : Midnight Moonlight (SteepleChase, [1981])
- 1979 : Solo Masterpieces Vol. 2 (SteepleChase)
- 1979 : No Problem (SteepleChase)
- 1979 : Thinking of You (SteepleChase, [1982])
- 1979 : Change a Pace (SteepleChase)
- 1985 : Time on My Hands (SteepleChase, [1988])
- 1985 : As Time Goes By (SteepleChase, [1989])

### En tant que sideman
Avec Stan Getz
- 1949-1952 : Quintet Live at Carnegie Hall (Fresh Sound (Sp) FSCD 1003)
- 1950-1954 : The Complete Roost Recordings (Roost CDP 7243 8 59622-2)
- 1953 : Quintet Live at the Hi-Hat 1953 vol 1 et 2 (Fresh Sound (Sp) FSCD 1014-5)
- 1952 : Hooray for Stan Getz (Session Disc 108)
- 1952 : Duke Ellington 25th Anniversary Concert (FDC (It) 1005)
- 1952 : Move! (Natasha Imports 4005)
- 1952 : That Top Tenor Technician (Alto AL 704)
- 1952-1970 : Sweetie Pie (Philology (It) W 40-2)
- 1964 : Getz Age (Roost RLP 2258)

Avec Sonny Stitt
- 1950 : Stitt's Bits (Prestige PRLP 7133)
- 1962 : Sonny Stitt & the Top Brass (Atlantic SD 1395)
- 1974 : The Champ (Muse MR 5023)

Avec Gene Ammons
- 1950 : Blues up and Down, Vol. 1 (Prestige PR 7823)
- 1955 : All-Star Sessions (Prestige PRLP 7050)
- 1956 : The Happy Blues (Prestige PRLP 7039)

Avec Coleman Hawkins and his Orchestra
- 1951 : (It's No) Sin / And So To Sleep Again (Decca 27853)

Avec Oscar Pettiford/Vinnie Burke
- 1954 : Bass by Pettiford/Burke (Bethlehem BCP 6)

Avec The Birdlanders
- 1954 : Volume 1, 2 et 3 (Period SPL 1211-2-3)

Avec Eddie Bert
- 1955 : Quintet (Discovery DL 3020)

Avec Gigi Gryce
- 1955 : Jordu (Savoy MG 12146)
- 1957 : Doin' the Gigi (Uptown, 2011)

Avec Art Farmer
- 1955 : Art Farmer Quintet featuring Gigi Gryce (Prestige)

Avec Julius Watkins
- 1955 : Julius Watkins Sextet (Blue Note CDP 7243 4 95749-2)

Avec Howard McGhee
- 1955 : The Return (Bethlehem BCP 42)

Avec Cecil Payne
- 1956 : Patterns of Jazz (Savoy)
- 1956 : Quartet and Quintet (Signal S 1203)
- 1961 : Performing Charlie Parker Music (Charlie Parker PLP 801)
- 1962 : Shaw 'Nuff (Charlie Parker PLP 506)
- 1962 : The Connection (Charlie Parker PLP 806)
- 1976 : Bird Gets the Worm (Muse)

Avec Doug Watkins
- 1956 : Watkins at Large (Transition TRLP 20)

Avec Ernestine Anderson
- 1956 : It's Time for Ernestine (Metronome (Swd))

Avec Kenny Burrell
- 1956 : Swingin (Blue Note (J) GXF 3070)
- 1958 : Blue Lights vol. 1 et 2 (Blue Note BLP 1596-7)

Avec Rolf Ericson
- 1956 : American All Stars (Metronome (Swd) JMLP 2-105)

Avec Joe Holiday (en)
- 1957 : Holiday for Jazz (Decca DL 8487)

Avec Barney Wilen
- 1958 : Un Temoin dans la Ville (Fontana (F) 660 226-MR)
- 1959 : Barney (RCA (F) 430053)

Avec Louis Smith (en)
- 1958 : Here Comes Louis Smith (Blue Note BLP 1584)

Avec Art Blakey
- 1959 : Les Liaisons Dangereuses (Fontana) - Bande-son originale avec Barney Wilen

Avec Dizzy Reece
- 1959 : Comin' On (Blue Note CDP 7243 5 22019-2)

Avec Tina Brooks
- 1960 : True Blue (Blue Note BLP 4041)

Avec Barry Miles
- 1962 : Miles of Genius (Charlie Parker PLP 804)

Avec Joe Carroll (en) With Cecil Payne Quintet
- 1962 : Anthropology (Charlie Parker CP 201)

Avec Eddie Williams (en)
- 1967 : Touch of the Blues/Dumb Woman Blues (Prestige 715)

Avec Clark Terry's Big-B-A-D-Band
- 1974 : Live at the Wichita Jazz Festival (Vanguard VSD 79355)

Avec Charles McPherson
- 1975 : Beautiful! (Xanadu 115)

Avec Paul Bascomb
- 1976 : Bad Bascomb! (Delmark DL 431)

Avec Sam Most (en)
- 1976 : Mostly Flute! (Xanadu 133)

Avec Teddy Edwards
- 1976 : The Inimitable (Xanadu 134)

Avec Chet Baker
- 1980 : No Problem (SteepleChase SCS 1131)